# Saison 2015 de l'équipe cycliste Telenet-Fidea
La saison 2015 de l'équipe cycliste Telenet-Fidea est la treizième de cette équipe.

## Préparation de la saison 2015

### Arrivées et départs
| Arrivées      | Équipe 2014         |
| ------------- | ------------------- |
| Thijs Aerts   | Young Telenet-Fidea |
| Kobe Goossens | Young Telenet-Fidea |

| Départs   | Équipe 2015 |
| --------- | ----------- |
| Thijs Al  | Retraite    |
| Ben Boets |             |

## Coureurs et encadrement technique

### Effectif
| Cycliste            | Date de naissance | Nationalité | Équipe 2014           |  |
| ------------------- | ----------------- | ----------- | --------------------- |  |
| Jim Aernouts        | 23 mars 1989      | Belgique    | Sunweb-Napoleon Games |  |
| Thijs Aerts         | 3 novembre 1996   | Belgique    | Young Telenet-Fidea   |  |
| Toon Aerts          | 19 octobre 1993   | Belgique    | Telenet-Fidea         |  |
| Nicolas Cleppe      | 12 décembre 1995  | Belgique    | Telenet-Fidea         |  |
| Kobe Goossens       | 29 avril 1996     | Belgique    | Young Telenet-Fidea   |  |
| Quinten Hermans     | 29 juillet 1995   | Belgique    | Telenet-Fidea         |  |
| Tom Meeusen         | 7 novembre 1988   | Belgique    | Telenet-Fidea         |  |
| Daan Soete          | 19 décembre 1994  | Belgique    | Telenet-Fidea         |  |
| Thijs van Amerongen | 18 juillet 1986   | Pays-Bas    | Telenet-Fidea         |  |
| Corné van Kessel    | 7 août 1991       | Pays-Bas    | Telenet-Fidea         |  |
| Jens Vandekinderen  | 30 avril 1993     | Belgique    | Telenet-Fidea         |  |
| Bart Wellens        | 10 août 1978      | Belgique    | Telenet-Fidea         |  |
| Niels Wubben        | 20 février 1988   | Pays-Bas    | Telenet-Fidea         |  |

## Bilan de la saison

### Victoires

#### Sur route
| Date | Course | Pays | Classe | Vainqueur |
| ---- | ------ | ---- | ------ | --------- |

#### En cyclo-cross
| Date | Course | Pays | Classe | Vainqueur |
| ---- | ------ | ---- | ------ | --------- |

### Classement UCI

#### UCI Europe Tour
| Rang | Coureur | Points |
| ---- | ------- | ------ |